# MS-DOS Executive
MS-DOS Executive — приложение, являющееся оболочкой первых версий системы Windows — 1.x и 2.x приложение хранилось в большом двоичном объекте быстрой загрузки. Представляет собой простой файловый менеджер, из которого запускаются другие приложения. Запускается при запуске Windows, также при завершении работы MS-DOS Executive завершает работу сама Windows (происходит выход в DOS). Приложение устарело в Windows 3.0 и было удалено в Windows 3.1. Заменён на Диспетчер программ и Диспетчер файлов.
• В Windows 3.0 файл MSDOS.EXE стал обычным исполняемым файлом.
• MS-DOS Executive является одним из первых написанных приложений для Windows.
• Ранняя версия приложения имитирует командную строку MS-DOS с приглашением dos>.
• В окне программы есть три верхних меню: File, View и Special.
• Меню File содержит операции, которые могут применяться к выбранному элементу списка.
• Меню «Вид» включает переключение между кратким и подробным просмотром, а также опции фильтрации и сортировки.
• Специальное меню состоит из различных команд, таких как выход из Windows, изменение текущего каталога или установка метки тома.